# Раймонд Девіс (молодший)
Раймонд Девіс молодший (англ. Raymond Davis Jr.; 14 жовтня 1914, Вашингтон, США — 31 травня 2006, Блу-Пойнт, США) — американський хімік, лауреат Нобелівської премії з фізики за 2002 рік «за створення нейтринної астрономії» (половина премії спільно з Масатосі Косібою, другу половину премії отримав Ріккардо Джакконі «за створення рентгенівської астрономії й винахід рентгенівського телескопа»).

## Біографія
Реймонд Девіс народився в сім'ї фотографа Реймонда Девіса старшого і його дружини Іди Роджерс Янгер. Батько Девіса працював у національному бюро стандартів і пізніше став там керівником відділу фототехніки. Під впливом свого батька і, попри те, що він не закінчив останні класи школи, Девіс з дитинства захопився експериментами і конструюванням апаратури.
Після школи він отримав у 1938 диплом хіміка в університеті Меріленду. Після року роботи у фірмі «Дау кемікал» у Мідленді він повернувся до університету Меріленду. У 1942 він захистив дисертацію з фізичної хімії в Єльському університеті і вступив до армії як резервіст. Наступні роки він провів у штаті Юта, спостерігаючи експерименти з хімічною зброєю. Після демобілізації з армії у 1945 Девіс працював у компанії Монсанто Кемікал у штаті Огайо над розробкою радіохімічних методів. Навесні 1948 перейшов на роботу в Брукгейвенску національну лабораборію (БНЛ), засновану з метою розвитку методів цивільного застосування атомної енергії. Там він познайомився зі своєю дружиною Ганною Торрі, яка працювала в біологічному відділенні БНЛ. Весілля відбулося в 1948. У них народилося згодом п'ятеро дітей — Ендрю, Марта Кумлер, Ненсі Клем, Роджер і Алан. У 1984 Девіс залишив БНЛ і став професором факультету фізики та астрономії в університеті Меріленду.

## Досягнення
У БНЛ Девісу не видали будь-якої конкретної задачі. Він міг самостійно вибрати область досліджень і вирішив зайнятися фізикою нейтрино. У той час нейтрино існували тільки у вигляді теоретичного постулату. Експериментальних робіт на цю тему не було. Таким чином це було ідеальної областю в якій він міг застосувати свої знання з радіохімії.
У своєму першому експерименті Девіс втілив ідею Бруно Понтекорво з реєстрації нейтрино, що виникають при роботі атомного реактора, за допомогою реакції 37Cl + ν → 37Ar + e. Для цього він побудував поруч з дослідницьким реактором в БНЛ ємність, що містить 3,78 м³ тетрахлорметану, а в 1955 ємність великих розмірів у реакторі в Саванна Рівер Сайт. Обидва експерименти дали негативний результат. Згодом виявилося, що ці експерименти спростували прийняту тоді гіпотезу про ідентичність нейтрино і антинейтрино. Саме тому експеримент не показав результатів — у реакторах продукуються нейтрино, а експериментальна установка була чутлива до антинейтрино. Девіс у своїх експериментах досяг у 20 разів більшу чутливість, ніж та, яка була досягнута в 1956 в експериментах Фредеріка Рейнс з виявлення нейтрино, за які той отримав у 1995 Нобелівську премію з фізики.
Після закінчення експериментів у Саванна Рівер Сайт Девіс зайнявся проблемою сонячних нейтрино. Цією темою він займався досить тривалий час. Для цього експерименту він побудував установку в шахті Барбертон-Лаймстона неподалік від Акрона в штаті Огайо. У 1960-х роках Девіс в шахті Гомстейк в місті Лід у штаті Південна Дакота розмістив на глибині 1400 м ємність з 378 м³ перхлоретілену. Перші вимірювання не дали результатів. Проте Девіс удосконалював техніку доти, доки в 1970 уперше не зміг зареєструвати сонячні нейтрино. Виміряний потік нейтрино виявився приблизно в три рази меншим, ніж постульований Джоном Бакаллом. У наступні роки цієї проблемою сонячних нейтрино зайнялися теоретики і експериментатори, і тільки після відкриття нейтринних осциляцій, вона була розв'язана.

## Визнання
Девіс все своє життя був борцем-одинаком, який через свої роботи створив основи сучасної фізики нейтрино. Це йому вдалося не стільки за рахунок результатів, скільки за рахунок безкомпромісної боротьби за те, щоб поміряти «те, що не вимірюється». За рахунок обґрунтування надійності методів своїх вимірів Девіс зміг переконати наукове співтовариство в існуванні подій, що відбуваються з частотою кілька разів на місяць. Тільки після його експериментів учені переконалися в можливості проведення таких експериментів і почали розробляти такі установки, як SNO, Gallex і Super-Kamiokande. Таким чином були відкриті двері в «нову» область фізики.
За свої досягнення Девіс був нагороджений у 2002 (спільно з Масатосі Косібою) Нобелівською премією з фізики. До того часу Девісу було вже 88 років, і він на момент присудження премії був найстаршою людиною з тих, які коли-небудь отримували Нобелівську премію (пізніше, в 2007 році, Нобелівською премією з економіки був відзначений Леонід Гурвич у віці 90 років).

## Особисте життя
Девіс зустрів свою дружину Анну Торрі в Брукхейвені, і разом вони побудували 21-футовий дерев'яний вітрильник Halcyon. Вони мали п'ятеро дітей і жили в одному будинку в Блю-Пойнт, штат Нью-Йорк, понад 50 років. Раймонд Девіс помер у Блю-Пойнті, Нью-Йорк, від хвороби Альцгеймера.

## Нагороди
- Премія імені Бориса Прегель, Нью-Йоркська академія наук, 1957
- Премія імені цирус Б. Комстока, Національна академія наук США, 1978
- Премія Тома В. Боннера, Американське фізичне товариство, 1988
- Почесний доктор, університет Пенсільванії, 1990
- Премія імені В.К.Х. Панофскі, Американське фізичне товариство, 1992
- Премія імені Беатріс Тінслі, Американське астрономічне товариство, 1995
- Премія імені Джорджа Хале, Американське астрономічне товариство, 1996
- Почесний доктор, університет Лаврентія, 1997
- Премія імені Бруно Понтекорво, ОІЯД, Дубна, 1999
- Премія Вольфа з фізики, 2000
- Почесний доктор, Чиказький університет, 2000
- Національна медаль науки США, 2001
- Нобелівська премія з фізики, 2002